# Kinetische typografie

Ook de digitale regen van The Matrix is een vorm van kinetische typografie

Kinetische typografie, een technische naam voor "bewegende tekst", is een animatietechniek die beweging en tekst combineert om bepaalde ideeën uit te drukken. Deze tekst wordt over een langere tijd gepresenteerd met de bedoeling een bepaalde gedachte of emotie te laten zien. 

## Productie
Kinetische typografie wordt vaak geproduceerd met standaard animatieprogramma's, waaronder Adobe Flash, Adobe After Effects en Apple Motion. Dit effect wordt meestal bereikt door verschillende lagen met tekst samen te stellen zodat individuele letters of woorden apart van de rest kunnen worden geanimeerd.